# Jan Willem Kradolfer
Johannes Wilhelmus Antonius Kradolfer (Vught, 19 november, 1960) is een Nederlands politicoloog, consultant, politicus en bestuurder. Hij was directeur van adviesbureau WagenaarHoes en vanaf 2011 tot 2019 voorzitter van de Orde van organisatiekundigen en -adviseurs. Vanaf 2018 is hij partner bij een adviesbureau in Baarn. 
Kradolfer heeft bekendheid als gemeenteraadslid in Leiden in de jaren 90, en meer recentelijk als voorman van de organisatie-adviessector. Zijn optredens als interim manager, opiniemaker, en organisatieadviseur  zijn maatschappelijk niet altijd onomstreden.  

## Levensloop

### Jeugd, opleiding en vroege carrière
Kradolfer is geboren en getogen in Vught. Na voltooiing van zijn vwo-B in 1982, studeerde hij politicologie aan de Universiteit van Amsterdam. Hij studeerde hier af in de richting bestuurskunde in 1987. 
Naast zijn werk volgde Kradolfer van 1990 tot 1992 de postdoctorale Master of Public Management-opleiding aan de Universiteit Twente, en van 2009 tot 2010 de RvC-opleiding aan de Rotterdam School of Management aan de Erasmus Universiteit Rotterdam.
Nog voor zijn afstuderen was Kradolfer in 1985 begonnen als beleidsmedewerker bij de Provincie Noord-Holland, en daarna van 1989 tot 1994 bij de gemeente Gouda. Van 1990 tot 1999 was hij gemeenteraadslid voor de VVD in Leiden, waarbij hij fractievoorzitter en lijsttrekker werd in 1998.    

### Verdere carrière en nevenactiviteiten
Sinds 1994 vervulde Kradolfer ook verschillende functies in het bedrijfsleven. Zo was hij directielid bij Eneco Energie in Den Haag van 1994 tot 1996, interim directeur bij ABVAKABO FNV in 2000-01, interim directeur bij het Apeldoornse gastechnologiebedrijf Gastec, en interim directeur bij het Kiwa NV keuringsinstituut van 2009 tot 2010. Sinds 1996 tot 2018 was hij partner/firmant bij WagenaarHoes organisatieadviesbureau, en sinds begin 2018 is hij partner/firmant bij de Galan Groep organisatieadviesbureau in Baarn.  Vanaf 2016 was hij ook regionaal beleidsadviseur bij het Ministerie van Defensie. In 2023 vertrok hij uit militaire dienst met Functioneel Leeftijdsontslag FLO.
Met de jaren heeft Kradolfer nog meer bestuurlijke functies vervuld. Zo was hij in het jaar 1998 voorzitter van het Nederlands Genootschap voor Informatica en in hetzelfde jaar voorzitter van de Council of European Informatic Societies. Sinds 2011 is hij voorzitter van de Orde van organisatiekundigen en -adviseurs als opvolger van Miel Otto.
In december 2024 is hij benoemd als tijdelijke gemeentesecretaris van de gemeente Enschede. Zijn salaris van 28.000 euro per maand zorgde voor discussie in de regionale media. 

## Publicaties
- Kradolfer, Jan Willem. De verdeling van stadsvernieuwingsgeld: een nieuw model voor de provincie Noord-Holland. Vrije Universiteit, 1987.